# クルーコリ
クルーコリ（イタリア語: Crucoli）は、イタリア共和国カラブリア州クロトーネ県にある、人口約3,000人の基礎自治体（コムーネ）。

## 地理

### 位置・広がり

#### 隣接コムーネ
隣接するコムーネは以下の通り。括弧内のCSはコゼンツァ県所属を示す。
- カリアーティ (CS)
- チロ
- スカーラ・コエーリ (CS)
- テッラヴェッキア (CS)
- ウンブリアーティコ